# Le Vaulmier
Le Vaulmier é uma comuna francesa na região administrativa de Auvérnia-Ródano-Alpes, no departamento de Cantal. Estende-se por uma área de 16,29 km². Em 2010 a comuna tinha 69 habitantes (densidade: 4,2 hab./km²).